# Physaraia fanitalis
Physaraia fanitalis är en stekelart som beskrevs av Donaldson 1989. Physaraia fanitalis ingår i släktet Physaraia och familjen bracksteklar. Inga underarter finns listade i Catalogue of Life.